# Lubow Zabołotska
Lubow Siergiejewna Zabołotska (ros. Любовь Сергеевна Заболотская, ur. 2 kwietnia 1956 w Sardyku) – rosyjska biegaczka narciarska reprezentująca Związek Radziecki, srebrna medalistka mistrzostw świata.

## Kariera
Nigdy nie brała udziału w zimowych igrzyskach olimpijskich. W 1982 roku wystartowała na mistrzostwach świata w Oslo. Osiągnęła tam najlepszy wynik w swojej karierze wspólnie z Lubow Ladową, Raisą Smietaniną i Galiną Kułakową zdobywając srebrny medal w sztafecie. Indywidualnie zajęła 15. miejsce w biegu na 10 km techniką dowolną. Na kolejnych mistrzostwach świata już nie startowała.
W 1984 roku zdobyła srebrny medal w biegu na 30 km na mistrzostwach Związku Radzieckiego. W 1981 i 1983 roku zdobywała brązowe medale w biegach na 5 i 10 km. Najlepsze wyniki w Pucharze Świata osiągnęła w sezonie 1982/1983, kiedy zajęła 30. miejsce. Nigdy nie stawała na podium zawodów Pucharu Świata. W 1984 roku zakończyła karierę.

## Osiągnięcia

### Mistrzostwa świata
| Miejsce | Dzień     | Rok  | Miejscowość | Konkurencja           | Czas biegu | Strata | Zwyciężczyni |
| ------- | --------- | ---- | ----------- | --------------------- | ---------- | ------ | ------------ |
| 15.     | 19 lutego | 1982 | Oslo        | 10 km stylem dowolnym | 29:25,9    | ?      | Berit Aunli  |
| 2.      | 24 lutego | 1982 | Oslo        | Sztafeta 4 × 5 km     | 1:02:15,9  | +13,7  | Norwegia     |

### Puchar Świata

#### Miejsca w klasyfikacji generalnej
- sezon 1981/1982: 31.
- sezon 1982/1983: 30.

#### Miejsca na podium
Zabołotska nigdy nie stawała na podium zawodów Pucharu Świata.